# Arinia biplicata
Arinia biplicata е вид охлюв от семейство Diplommatinidae. Видът е застрашен от изчезване.

## Разпространение
Разпространен е в Малайзия (Сабах).

## Описание
Популацията на вида е намаляваща.